# 물갈퀴발갯첨서
물갈퀴발갯첨서(Nectogale elegans)는 땃쥐과에 속하는 포유류의 일종이다. 물갈퀴발갯첨서속(Nectogale)의 유일종이다.